# Jelena, Katarina, Marija (2011.)
Jelena, Katarina, Marija je srpski film iz 2012. godine. Režirao ga je Nikita Milivojević, a scenarij su napisali Dušan Miklja i Nikita Milivojević.

## Radnja
Tri mlade djevojke iz Beograda - Jelena, Katarina i Marija slučajno se sretnu u New Yorku. Svaka od njih je napustila Beograd iz nekog svog razloga: Katarina, sredinom 90-tih u potrazi za boljim životom, Jelena je krajem 90-tih pobjegla od bombardiranja, a Mariji je tijekom rata poginuo dečko za kojeg se željela udati, te je zbog toga odlučila zauvijek otići iz zemlje. U potrazi za novim životom, u nekoj drugoj stvarnosti, u kojoj nikada nisu ni sanjale da mogu biti, sa svojim pogubljenim iluzijama, strahovima, nadama, one traže svoje mjesto, ali ga ne mogu naći.